# التاريخ المبكر لألعاب الفيديو
يمتد تاريخ ألعاب الفيديو لفترة من الزمن بين اختراع أول لعبة إلكترونية والآن، مما يغطي الكثير من الاختراعات والتطويرات. وصلت ألعاب الفيديو إلى شعبية التيار في عقدي 1970 و1980، عندما ظهرت صناديق الألعاب و‌منصات ألعاب الفيديو و‌ألعاب الحواسيب الشخصية للجمهور. منذ ذلك الحين، أصبحت لألعاب الفيديو مكانة شعبية في الترفيه وجزء من الثقافة الحديثة في أغلب أنحاء العالم. التاريخ المبكر لألعاب الفيديو يغطي الفترة بين أول لعبة إلكترونية تفاعلية بشاشة إلكترونية في 1947 وأولى ألعاب الفيديو الحقيقية في أوائل عقد 1950 ونهضة ألعاب صناديق الألعاب المبكرة في عقد 1970 (بونغ وبداية الجيل الأول من أنظمة ألعاب الفيديو و‌ماغنافوكس أوديسي، جميعها في 1972). كان هناك آنذاك مدى عريض من الأجهزة والاختراعات التي تتطابق مع تقدمات كبيرة في تقنية الحوسبة، وأول استخدام للعبة فيديو حقيقية معتمدة على المصطلح «لعبة فيديو».
بعد اختراع أنبوب أشعة الكاثود - أول لعبة إلكترونية تفاعلية وأول استخدام للشاشة الإلكترونية - عام 1947 صُنِعت ألعاب الفيديو الحقيقية الأولى في أوائل عقد 1950. في البداية صُنعت الألعاب على أنها براهين تقنية - مثل حاسوبي بيرتي المخ و‌نمرود في 1950 و1951 - وأصبحت أيضًا ألعاب الفيديو اختصاصًا للبحث الأكاديمي. صُنِعت سلسلة من الألعاب - تحاكي عمومًا الألعاب اللوحية الحقيقية - في معاهد بحثية متعددة لتصفح البرمجة و‌التفاعل الإنساني الحاسوبي وخوارزميات الحاسوب. هذه الألعاب تتضمن إكس أو إكس وبرنامج الضامة لكريستوفر ستراشي في 1952، أول لعبتين برمجتيين تستخدمان شاشة أنبوب الأشعة المهبطية، وعدة برامج للعبتي الشطرنج والداما. من المحتمل أن أول لعبة مصنوعة للمتعة ببساطة كانت تنس فور تو لعام 1958، والتي تتميز برسوميات متحركة على راسم إشارة. بتحسن تقنية الحوسبة على مر التاريخ، أصبحت الحواسيب أصغر وأسرع، والقدرة على العمل عليها كانت متاحة لموظفي الجامعات والطلبة غير المتخرجين بنهاية عقد 1950. هؤلاء المبرمجون الجدد شرعوا بإنشاء ألعاب لأغراض غير أكاديمية، مما أدى إلى إصدار حرب الفضاء! عام 1962 وهي إحدى أقدم الألعاب الحاسوبية الرقمية المعروفة تصبح متاحة خارج المعاهد البحثية.
على مدار ما تبقى من عقد 1960 زاد عدد المبرمجين الذين كتبوا ألعاب حاسوب رقمية، والتي كانت تُباع أحيانًا في قوائم. بزيادة جمهور ألعاب الفيديو إلى أكثر من عشرات المعاهد البحثية وانخفاض تكاليف الحواسيب، وتأليف لغات البرمجة التي تعمل على أنواع متعددة من الحواسيب، بدأت عمليات تطوير لشريحة عريضة من الألعاب. انتقلت ألعاب الفيديو إلى حقبة جديدة في أوائل عقد 1970 بإطلاق صناعة ألعاب الفيديو التجارية في 1971 بظهور لعبة صندوق الألعاب النقدية لعبة المجرة وبإصدار لعبة صندوق الألعاب الأولى فضاء الحاسوب، ولاحقًا في 1972 بإصدار لعبة صندوق الألعاب الناجحة بشكل هائل بونغ وأول مشغل ألعاب فيديو منزلي - ماغنافوكس أوديسي - والذي استهل الجيل الأول من أنظمة ألعاب الفيديو.

## تعريف لعبة الفيديو

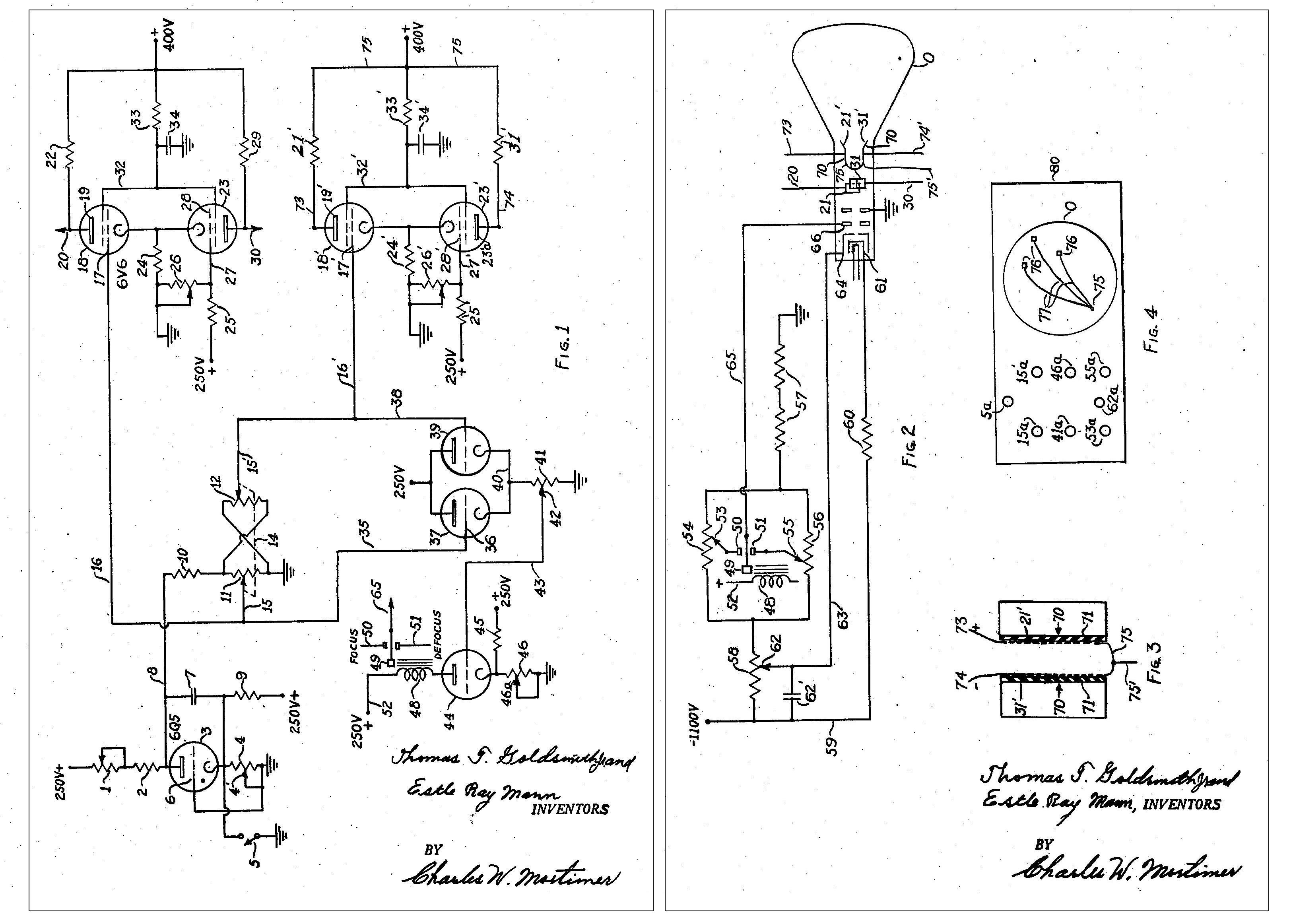
رسم تخطيط للدوائر للنسخة الأولية من لأنبوب أشعة الكاثود

مصطلح «لعبة فيديو» تطور على مدار العقود من مصطلح تقني بحت إلى مبدأ عام يُعرَّف فئة جديدة من الترفيه التفاعلي. تقنيًا - بالنسبة إلى منتج لعبة الفيديو بالاصطلاحات المبكرة - يجب انتقال إشارة فيديو إلى أنبوب أشعة مهبطية والتي تُنشئ صورة مُنقَّطة على شاشة. هذا التعريف سيستبعد ألعاب الحاسوب المبكرة التي أخرجت نتائج إلى طابعة أو مبرقة كاتبة عوضًا عن الشاشات وأي لعبة تعمل على شاشة فحص شعاعي وأي لعبة تُلعب على شاشة حديثة ذات دقة عالية ومعظم أنظمة الألعاب المحمولة. من منظور تقني، من الأفضل تسمية هذه الألعاب «ألعابًا إلكترونية» أو «ألعابًا حاسوبية».
حاد اليوم مصطلح «لعبة فيديو» تمامًا عن تعريفه التقني البحت وأصبح يشمل مدى أوسع من التقنية. في حين أن المصطلح لا زال غير محدد بدقة، فإنه عامةً يشمل أي لعبة تُلعَب على جهاز مكون من دوائر إلكترونية منطقية تجسد عنصري التفاعل وتُخرِج نتائج أفعال اللاعبين إلى الشاشة. باتباع هذا التعريف العريض، سنجد أن أول لعبة فيديو قد ظهرت في عقد 1950؛ وكانت مرتبطة بشكل كبير بالمشاريع البحثية في الجامعات والمؤسسات الكبرى، ومع ذلك، كان لها تأثير ضئيل على بعضها البعض بسبب غرضها الابتدائي بأنها أجهزة أكاديمية ودعائية عوضًا على أن تكون ألعابًا ترفيهية.
أسلاف هذه الألعاب تتضمن أنبوب أشعة الكاثود، أقدم الألعاب الإلكترونية التفاعلية وهي أيضًا أول لعبة تستخدم شاشة أنبوب الأشعة المهبطية. يحاكي اللاعب مسار قذيفة مدفعية على شاشة أنبوب أشعة مهبطية متصلة براسم إشارة، بمجموعة من المقابض والمفاتيح. يستخدم الجهاز إلكترونيات تناظرية بحتة ولا يستخدم أي حاسوب رقمي أو جهاز ذاكرة أو ينفذ برنامج. كانت تلك براءة اختراع من توماس غولدسميث الابن وإستل راي مان في 1947. في حين أن الفكرة خلف اللعبة كان من المحتمل استخدامها على أنها شاشة تلفاز وبالتالي بيع الاختراع إلى الزبائن، ولأن غولدسميث ومان عملا في شركة تصميم تلفاز معامل دومونت، براءة الاختراع الأولى للعبة إلكترونية، لم تُستخدم مطلقًا ولم يُصنَّع من الجهاز أكثر من النماذج اليدوية الأصلية. هذا ومع نقص الدوائر الإلكترونية المنطقية، أبعد الجهاز عن اعتباره لعبة الفيديو الأولى. في نفس وقت اختراع الجهاز تقريبًا، طور آلان تورنغ و‌ديفيد تشامبرناون أقدم لعبة حاسوب معروفة في 1948، وهي محاكاة للشرطنح تسمى توروشامب، بالرغم أنها لم تُنفّّذ على حاسوب لأن النص البرمجي كان معقدًا للغاية لدرجة أنه لم يعمل على آلات ذلك العصر. اختبر تورنغ النص في لعبة في 1952 إذ أنه قلد عملية النص البرمجي في لعبة شطرنج حقيقية ضد منافس، ولكنه لم يستطع تشغيل البرنامج على حاسوب.

## ألعاب ابتدائية

رسم لحاسوب نمرود

أقدم لعبة إلكترونية معروفة للعامة ومُثبَتة قد صُنعت في 1950. كانت بيرتي المخ لعبة إكس-أو لصندوق الألعاب، بناها جوزيف كيتس لمعرض كندا الوطني لعام 1950. لاستعراض صمامه المفرغ المصغر، أنبوب أديترون، صمم حاسوب مخصص لاستخدامه، والذي بناه بمساعدة مهندسين من روجرز ماجيستك. الحاسوب المعدني الكبير - والذي بلغ طوله إلى 4 أمتار - كان بإمكانه فقط تشغيل إكس أو على شاشة مدعومة بمصباح، وكان مثبتًا في مبنى الهندسة في معرض كندا الوطني من 25 أغسطس وحتى 9 سبتمبر 1950. كانت اللعبة ناجحة في المعرض الذي استمر أسبوعين، إذ أن الحاضرين قد اصطفوا ليلعبوها وكان كيتس يعدل الصعوبة من سهل إلى صعب لأجل اللاعبين. بعد المعرض، فُكِك بيرتي، وأصبح حداثة «منسية». قال كيتس أنه كان يعمل على مشاريع كثيرة للغاية في نفس الوقت ولم يكن لديه طاقة ليحافظ على على الجهاز، بالرغم من أهميته.
بعد سنة تقريبًا في 5 مايو 1951، الحاسوب نمرود - المصنوع من شركة الهندسة ومطورة الحاسوب الناشئة فيرانتي - كان معروضًا في مهرجان بريطانيا، ثم عُرض لمدة ثلاثة أسابيع في أكتوبر في عرض برلين الصناعي قبل أن يُفكَك. باستخدام لوحة ضوئية للشاشة، وصُمم حصريًا للعب لعبة نيم؛ الحركات كان يؤديها اللاعبون بالضغط على الأزرار التي تتجاوب مع الأضواء. كان بإمكان نمرود تشغيل إما اللعبة التقليدية أو الشكل «المعكوس» منها. كان الجهاز طوله 1.5 متر وعرضه 3.6 متر وعمقه 2.7 متر. كان الجهاز مبني على آلة تشغل نيم أقدم، «نيماترون»، صممها إدوارد كوندون وبنتها ويستينغهاوس إلكتريك في 1940 للعرض في معرض نيويورك العالمي. بُنيت «نيماترون» من مرحلات كهروميكانيكية وكانت تزن أكثر من طن. كان المراد من نمرود هو عرض تصميم فيرانتي للحاسوب ومهارات البرمجة عوضًا عن الترفيه، ولم يُستغَل لأي لعبة مستقبلية. برغم ذلك، معظم المشاهدين في مهرجان بريطانيا كانوا مهتمين بلعب اللعبة أكثر من المنطق البرمجي والهندسي خلفها.

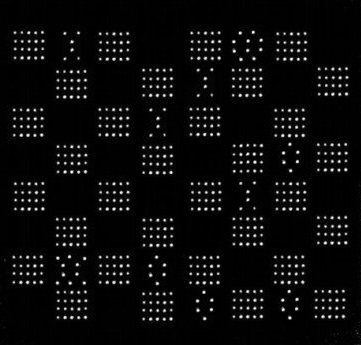
برنامج الضامة لكريستوفر ستراشي عام 1952 ضامة على فيرانتي مارك 1

في ذلك الوقت، كانت ألعاب غير مرئية تُطوَّر في معامل بحث حاسوبية متعددة؛ على سبيل المثال، طور كريستوفر ستراشي محاكاة للعبة الضامة، لحاسوب بايلوت إيس والتي حاول دون جدوى تشغيلها لأول مرة في يوليو 1951 في معمل الفيزياء الطبيعية البريطاني واكتملت في 1952؛ هذه أول لعبة حاسوبية معروفة مُنشأة لحاسوب متعدد الأغراض، بدلاً من آلة مصنوعة خصيصًا للعبة مثل بيرتي. ألهم برنامج ستراتشي آرثر صموئيل بتطوير لعبة الضامة الخاصة به في 1952 لحاسوب آي بي إم 701؛ طورت التكرارات المتتابعة ذكاء اصطناعي أولي بحلول عام 1955 وظهر إصدار على التلفاز في 1956. أيضًا في 1951، كتب ديتريش برينز أول برنامج محدود للشطرنج لحاسوب فيرانتي مارك 1 ذي الغرض العام لجامعة مانشستر، إحدى أولى الحواسيب المتاحة تجاريًا. كان البرنامج قادرًا على حساب مسائل "إماتة النقلتين" لأنه لم يكن قويًا كفاية للعب لعبة كاملة، ولم يكن به خرج مصور. في نفس الوقت في أوائل عقد 1950، طورت المؤسسات العسكرية البحثية كمؤسسة راند سلسلة من ألعاب محاكاة القتال بتعقيد متزايد، مثل كارمونيت، حيث يُدخِل اللاعب أوامر لاعتراض طائرة العدو، أو تنظيم قواته لصد غزو جيش العدو. هذه المحاكيات لم تكن ألعاب فيديو حقيقية، لأنها تطلبت تدخلات بشرية لترجمة أوامر اللاعبين والنتائج النهائية؛ تحكم الحاسوب فقط في الطرق التي سيتخذها العدو، وكان البرنامج مركزًا على محاكاة الأحداث والاحتمالات.

## ألعاب تفاعلية مرئية

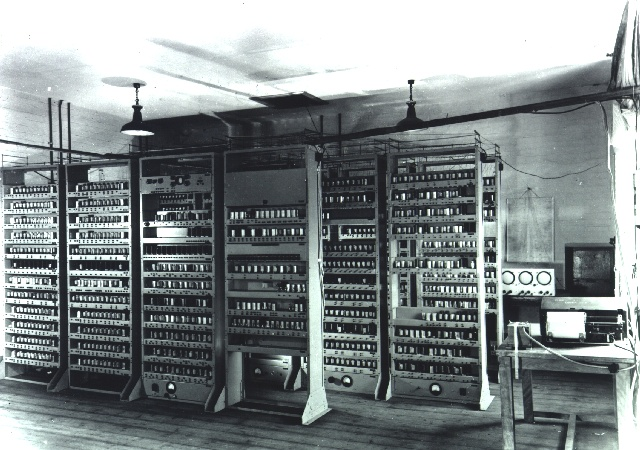
الآلة الحاسبة التلقائية التخزينية التأخيرية الإلكترونية في 1948، والتي شغلت إكس أو إكس

في 1952، أنشأ ألكسندر ساندي دوغلاس إكس أو إكس، وهو برنامج لحاسوب الآلة الحاسبة التلقائية التخزينية التأخيرية الإلكترونية (إدساك)، والذي يحاكي لعبة إكس أو. كان الإدساك من أول حواسيب البرامج المخزنة، بذاكرة يمكن القراءة منها أو الكتابة عليها، وكان بمساحة غرفة كاملة؛ وتضمن ثلاثة مصفوفات نقطية من أنابيب الأشعة المبهطية بأبعاد 35×16 لتظهر حالة ذاكرة الحاسوب الرسومية. بما أنها جزء من أطروحة على التفاعل الإنساني الحاسوبي، استعمل دوغلاس إحدى هذه الشاشات لتصوير المعلومات الأخرى إلى المستخدم؛ وقد اختار أن يفعل ذلك عبر إظهار الحالة الحالية للعبة. قام اللاعب بالإدخال باستخدام ذراع تحكم دوار، ليختار أي من المربعات التسع على اللوحة التي يود التحرك إليها تاليًا. ستظهر حركة اللاعب على الشاشة، ثم سيتبعه الحاسوب بحركة. لم تكن اللعبة متاحة لعامة الناس، وكانت متاحة للعب فقط في معمل الرياضيات بجامعة كامبريدج، بإذن خاص، لأن الإدساك لم يكن قابلاً للنقل. كألعاب الفيديو المبكرة الأخرى، بعد انتهاء غرض دوغلاس منها، أُهملت اللعبة. في مثل ذلك الوقت تقريبًا، وسع ستراتشي برنامجه للعبة الضامة لحاسوب كبير آخر، مانشستر مارك 1، لتبلغ أوجها في نسخة لحاسوب فيرانتي مارك 1 في 1952، والذي كان به شاشة أشعة مهبطية. مثل أو إكس أو، كانت الشاشة ساكنة في الغالب، وتُحدَّث فقط حينما تحدث حركة. أو إكس أو وبرنامج الضامة لستراتشي هما أول لعبتين معروفتين تُظهران رسوميات على شاشة إلكترونية.
أول لعبة معروفة تستخدم الرسوميات المُحدَّثة في الوقت الحقيقي (باستمرار)، بدلاً من التحديث عندما يقوم اللاعب بحركة، كانت لعبة بلياردو برمجها ويليام براون وتد لويس خصيصًا لعرض قدرات حاسوب ميدساك المطور في جامعة ميشيغان في 1954. طور الثنائي اللعبة على مدار 6 أشهر، وهي تتميز بذراع تحكم لعصا البلياردو ومقبض، ورف كامل به 15 كرة على طاولة مرئية من منظر علوي. حسب الحاسوب حركات الكرات بمجرد تصادمها وتحركها على الطاولة، واختفائها عند وصولها إلى جيب، وحدَّث الرسوميات باستمرار، بمعدل أربعين مرة في الثانية، حتى يتمكن من إظهار الحركة في الوقت الحقيقي. كألعاب الفيديو السابقة، كانت لعبة البلياردو مصنوعة في المقام الأول لإظهار قوة الحوسبة لحاسوب ميدساك.

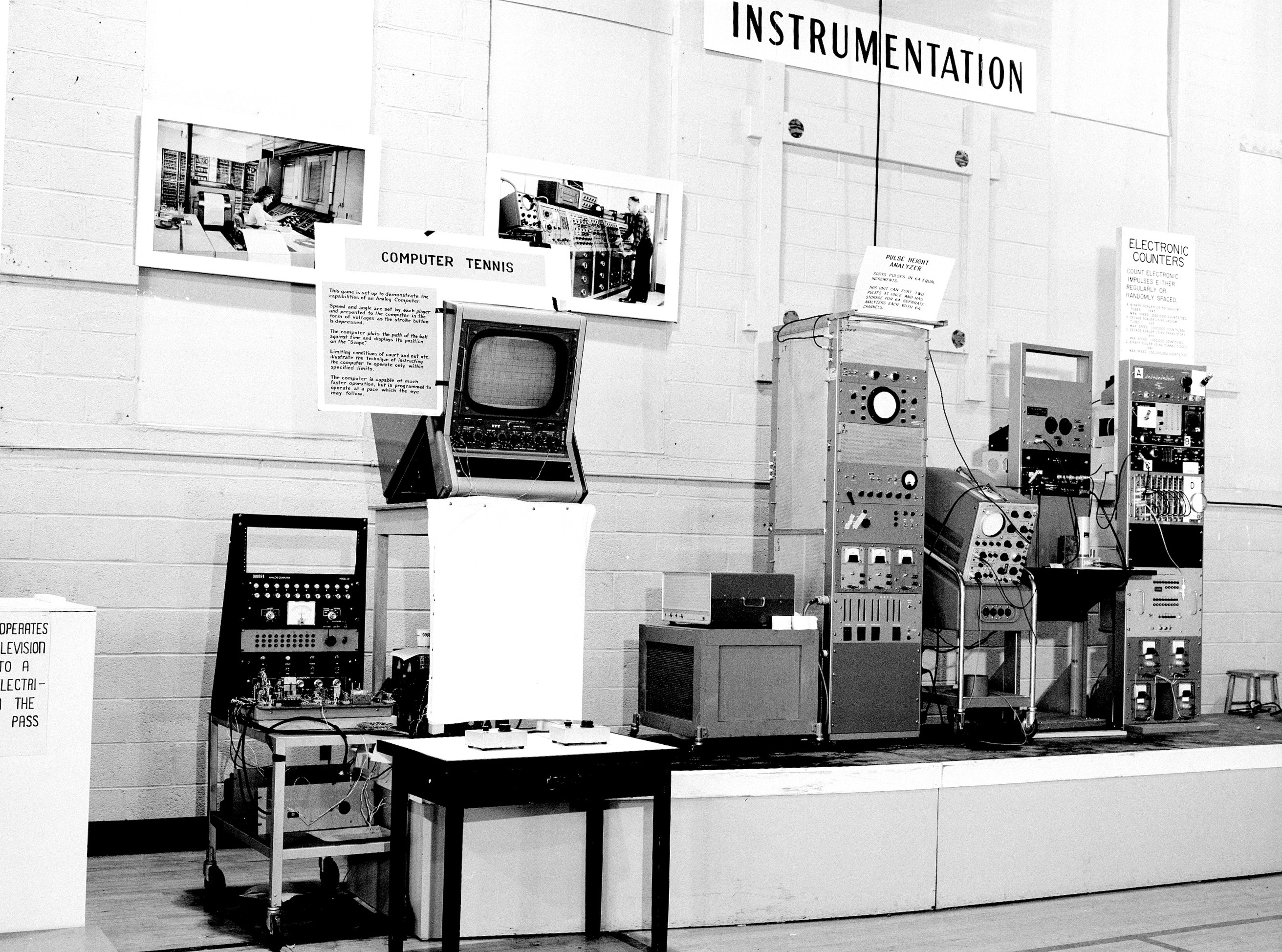
الهيكل المصنوع للعبة تنس فور تو كما هو معروض في 1959

بينما طُوِّرت الألعاب التالية كالضامة والشطرنج على حواسيب بحثية، الحدث الرئيسي التالي في ألعاب الفيديو أتى في 1958 بلعبة تنس فور تو. ربما اللعبة الأولى المصنوعة فقط للترفيه بدلاً من الاستعراض التقني أو البحثي، هي البرنامج المحاكي لكرة المضرب. صنعها الفيزيائي الأمريكي وليام هيغنبوثام للزوار في مختبر بروكهافن الوطني لتكون أكثر إمتاعًا لهم في يومهم العام بدلاً من المعارض المعتادة الثابتة عن الطاقة النووية، وعملت اللعبة على حاسوب تماثلي من نموذج دونر 30 وعرضت المنظور الجانبي من ملعب لكرة المضرب على راسم للذبذبات. تحكم اللاعبون بزواية ضرباتهم بأذرع تحكم موصولة، وحسبت اللعبة مسار الكرة وحاكته، متضمنة احتمال إصابة الكرة للشبكة. عُرِضت اللعبة أول مرة في 18 أكتوبر 1958. اصطف مئات الزوار لتجربة اللعبة الجديدة أثناء انطلاقها. بسبب شعبية اللعبة، عُرِض إصدار مُطوَّر منها في السنة اللاحقة، بتحسينات تتضمن شاشة أكبر ومستويات مختلفة من محاكاة الجاذبية. بعدئذٍ، بعد تنفيذ الغرض منها، فُكِكت اللعبة لأجزائها المكونة. بينما لم يكن للعبة ابتكارات في تصميم الألعاب أو التطور التقني، أدت حالتها بصفتها لعبة ترتكز على أساس الترفيه - بدلاً من كونها مشروع أكاديمي أو تحفة تقنية - إلى وصفها بأول لعبة فيديو «حقيقية» طبقًا للفكرة العامة لألعاب الفيديو بيومنا هذا.
على مدار السنين القليلة التالية، أثناء 1957–61، استمر ظهور ألعاب حاسوب عديدة في سياق البحث البرمجي والحاسوبي الأكاديمي، خاصةً بما أن تقنية الحاسوب قد تحسنت لتشمل حواسيب أصغر وذات أساس مقحلي والتي يمكن عليها إنشاء البرامج وتشغيلها في الوقت الحقيقي، بدلاً من تشغيل العمليات على دفعات. برامج قليلة، مع ذلك، كانت لاستعراض قوة الحاسوب التي تعمل عليه وكذلك كان الهدف منها أن تكون منتجات ترفيهية؛ هذه البرامج عامةً أنشأها طلاب غير متخرجين، مثل طلاب معهد ماساتشوستس للتكنولوجيا الذين كان مسموحًا لهم أحيانًا بتطوير برامج للحاسوب التجريبي تي إكس-0. هذه الألعاب الرسومية التفاعلية أنشئها مجتمع من المبرمجين، كثير منهم طلاب ينتسبون إلى نادي تقنية نموذج السكك الحديدية بقيادة آلان كوتوك و‌بيتر سامسون وبوب سوندرز. تضمنت الألعاب لعبة إكس أو، والتي استخدمت قلمًا ضوئيًا للعب لعبة بسيطة من الدوائر والتقاطعات ضد الحاسوب، وكذلك فأر في المتاهة. سمحت لعبة فأر في المتاهة للمستخدمين باستخدام قلم ضوئي لبناء متاهة من الحوائط على الشاشة، ومناطق مثلت قطع الجبن أو زجاجات المارتيني. كان بعدئذٍ يُطلق فأر وهمي ويجتاز المتاهة للعثور على الأهداف. بالإضافة إلى ذلك، محاكاة ألعاب الحرب من أوائل عقد 1950 من مؤسسة راند قد توسعت لتصبح محاكاة أكثر تعقيدًا والتي تطلبت تدخلاً بشريًا طفيفًا، وقد أشعلت شرارة إنشاء ألعاب محاكاة إدارة الأعمال مثل «لعبة الإدارة»، والتي اِستُخدِمت في مدارس الأعمال مثل جامعة كارنيغي ميلون في عام 1958. بحلول عام 1961، أصبح هناك أكثر من 89 محاكاة أعمال مختلفة قيد الاستخدام، بقدرات رسومية متعددة. بمجرد انتهاء العقد، ومع تطوير عدة ألعاب فيديو، لم يظهر مصطلح يشبه صناعة ألعاب الفيديو التجارية آنذاك؛ طُوِّرت جميع الألعاب تقريبًا على أنها آلة واحدة أو عليها لأغراض معينة، وألعاب المحاكاة القليلة لم تكن تجارية أو ترفيهية.

## انتشار الألعاب

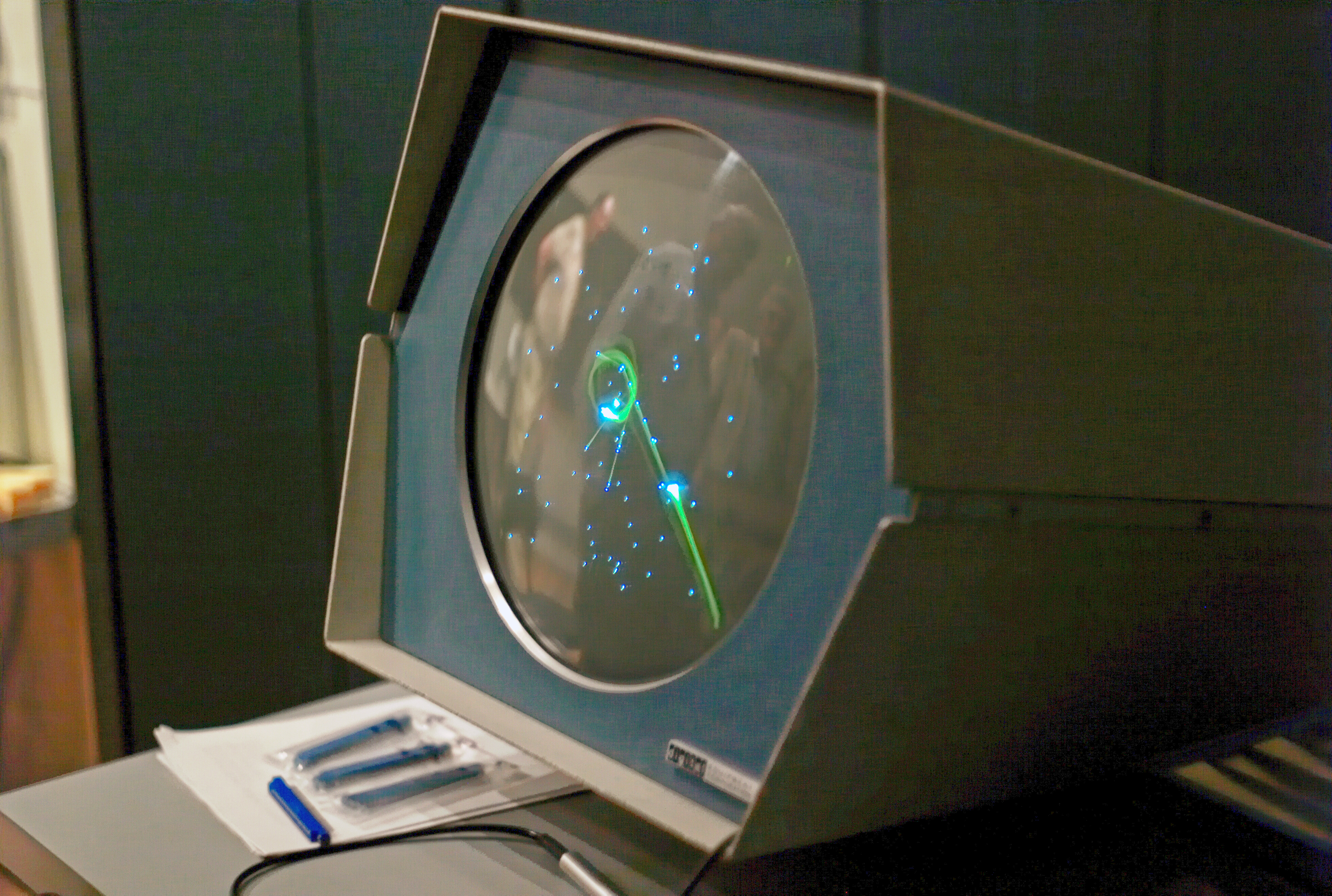
حرب الفضاء! تعمل على حاسوب بي دي بي-1 في متحف تاريخ الحاسوب

بحلول عام 1961، امتلك معهد ماساتشوستس للتكنولوجيا لحاسوب بي دي بي-1 من إنتاج ديجيتال إكوبمينت - خليفة تي إكس-0 - والذي استخدم أيضًا نظام شاشة متجه. حجم النظام الصغير نسبيًا وسرعة معالجته كانا يعنيان أن - مثل تي إكس-0 - الجامعة سمحت لطلابها غير الخريجين وموظفيها بكتابة البرامج للحاسوب والذين لم يكونوا بصلة أكاديمة مباشرة متى كان لا يُستخدم. في عامي 1961 و1962، صنع موظفو هارفارد وماساتشوستس مارتن غريتس و‌ستيف راسيل وواين ويتانن لعبة حرب الفضاء! على بي دي بي-1، مستوحين كتب الخيال العلمي مثل سلسلة لينسمان. نُسِخَت اللعبة إلى العديد من منشآت الحواسيب الصغيرة في المؤسسات الأكاديمية الأمريكية، جاعلاً منها أول لعبة لعبة فيديو قد تكون متاحة خارج أي مؤسسة بحث.
اللعبة ذات اللاعبين الاثنين قد جعلت اللاعبين يشتبكان معركة عنيفة بين سفينتين فضائيتين موضوعتين على خلفية من حقل نجوم مُولَّد تلقائيًا. طُوِّرت اللعبة لتحقق 3 مبادئ: استخدام موارد الحاسوب قد المستطاع وأن تكون مثيرة للاهتمام باتساق وبالتالي تصبح كل تجربة مختلفة وأن تكون ممتعة وبالتالي تحقق مصطلح اللعبة. كانت اللعبة جماعية لأنه لم يتبقى للحاسوب أي بقايا موارد بالتحكم بالسفينة الأخرى. بعد التطوير الأولي للعبة، عمل أعضاء نادي تقنية نموذج السكك الحديدية لتحسين اللعبة، بإضافة حقل نجوم دقيق وجسم يتأثر بالجاذبية، وبنشرها إلى 24 مؤسسة أخرى التي تمتلك بي دي بي-1، وهي عملية استمرت لسنين أخرى قليلة. لأن الحاسوب كان غير مريح بالاستخدام لفترات ممتدة من الوقت، صنع كوتوك وسوندرز جهاز تحكم منفصل، والذي كان بالأساس لوحة ألعاب مبكرة. كان فنيو دي إي سي يستخدمون حرب الفضاء! باستمرار على أنها اختبار دخاني على أنظمة بي دي بي-1 قبل شحنها، لأنه كان البرنامج الوحيد الذي كان يستعمل كل نواحي المعدات. مع أن اللعبة كانت واسعة الانتشار في تلك الحقبة، إلا أنها كانت محدودة جدًا في الانتشار المباشر: وكان سعر بي دي بي-1 يصل إلى 120,000 دولار أمريكي (ما يعادل $1٬000٬000 في 2020) وباع فقط 55 قطعة منه، والكثير منها كان بدون شاشة، والذي منع حرب الفضاء أو أي لعبة أخرى آنذاك من الوصول إلى أكثر من الجمهور الأكاديمي القليل. قال راسل أن جانب اللعبة الذي كان الأكثر إسعادًا له هو عدد المبرمجين الآخرين الذين استلهموا اللعبة وكتبوا ألعابهم الخاصة.

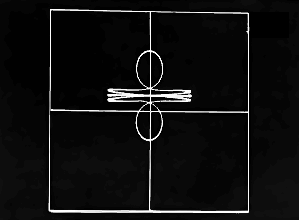
أدى تطوير السفر إلى الفضاء في 1969 جزئيًا إلى تطوير نظام تشغيل يونكس

مع أن سوق الألعاب التجارية والبرمجيات عمومًا كان صغيرًا، بسبب أسعار الحواسيب التي تحد من انتشارها وجعلها لمؤسسات البحث والشركات الكبرى، بعض منها كان يصنعها المبرمجون ويوزعها مصنعو الحواسيب. يمكن إيجاد عدد من الألعاب في فهرس برامج آي بي إم لشهر أبريل 1962. تضمنت الألعاب اللوحية ولعبة «معيد كرة السلة بي بي سي فيك» ولعبة «إكس أو ثلاثية الأبعاد». بعد انتشار حرب الفضاء، طوَّر المبرمجون ألعاب حاسوب أكثر في الجامعات والتي تطورت ووُزِّعت على مدار السنين القليلة التالية. تضمنت هذه الألعاب النظام السقراطي، وهو لعبة أسئلة وإجابات مصممة لتعليم طلاب الطب كيفية تشخيص المرضى طورها والاس فورزيغ في 1962، ولعبة نرد طورها إدوارد شتاينبرغر في 1965. طُوِّرت ألعاب الحواسيب الكبيرة خارج مجتمعي آي بي إم ودي إي سي كذلك، مثل مارينباد البولندية عام 1962 لحاسوب أودرا 1003.
اختراع لغات البرمجة العامة مثل بيسيك، والتي تستطيع العمل على مختلف الأجهزة، سمحت للبرامج أن تُكتَب لأكثر من حاسوب متخصص، وبالمقابل سمحت للألعاب المكتوبة بها أن تنتشر لأكثر من لاعب بأجهزة مختلفة في مجتمع البرمجة أكثر من ذي قبل. تضمنت هذه الألعاب لعبة محاكاة لكرة القاعدة مكتوبة بلغة بيسيك للمبرمج جون كيميني في 1965؛ ولعبة بينغو مكتوبة بلغة بيسيك للمبرمج لاري بثورم في 1966؛ ولعبة محاكاة لكرة السلة مكتوبة بلغة البسيك للمبرمج تشارلز باشلر في مايو 1967؛ ولعبة كرة قاعدة أخرى تحاكي السلسلة العالمية 1967 مكتوبة بلغة بيسيك للمبرمج جيكوب برغمان في أغسطس 1967؛ و‌السفر إلى الفضاء، والتي كتبها كين تومسن لنظام مولتكس في 1969 والتي أدت جزئيًا إلى تطوير نظام تشغيل يونكس؛ و‌حمورابي، وهي لعبة نصية مكتوبة بلغة فوكال للمبرمج دوغ دايمنت في 1968 وحولها ديفيد إتش أهل إلى بيسيك في 1969، وهي إحدى أولى ألعاب الفيديو الإستراتيجية. لعبتا حمورابي والسفر إلى الفضاء كانتا ضمن ألعاب الحواسيب الكبيرة المبكرة العديدة والتي كُتِبَت آنذاك، وانتشرت إلى أبعد من الحواسيب الكبيرة المبدئية للغات الأغراض العامة مثل بيسك.

## صناعة جديدة

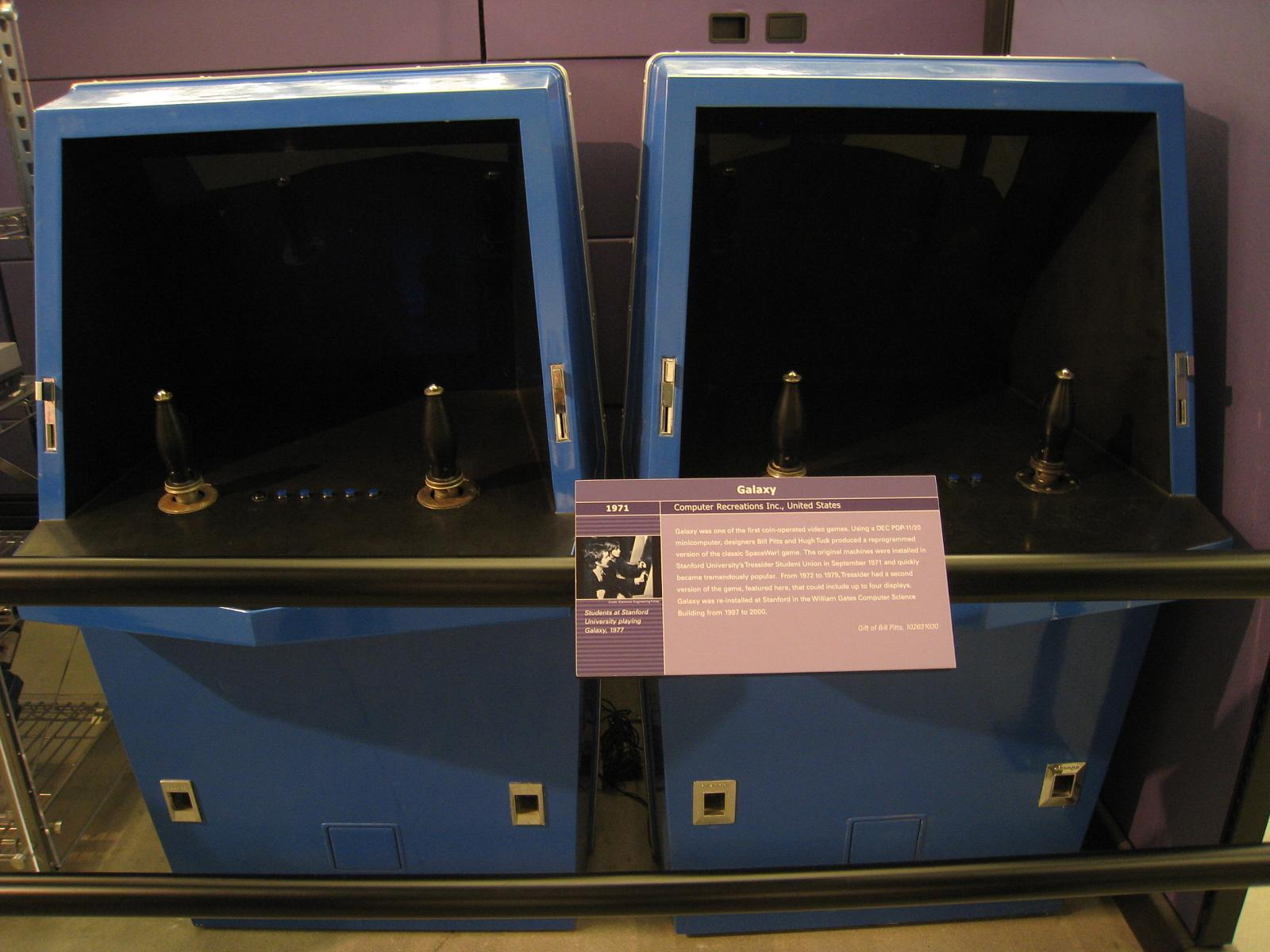
لعبة المجرة كانت من أولى ألعاب صناديق الألعاب.

في بداية عقد 1970، تواجدت ألعاب الفيديو تقريبًا بشكل كامل بمجرد مرور الحداثة بالمبرمجين والفنيين الذي لهم وصول للحواسيب، وبالمقام الأول في مؤسسات البحث والشركات الكبرى. تحول تاريخ ألعاب الفيديو إلى حقبة جديدة مبكرة في العقد، مع ذلك، بصعود صناعة ألعاب الفيديو التجارية. في 1971، طوَّر بيل بيتس وهيو تاك لعبة حاسوب بالنقود تسمى لعبة المجرة، في جامعة ستانفورد باستخدام حاسوب بي دي بي-11 من إنتاج دي إي سي بشاشة عرض متجهة. استلهم المطوران فكرة اللعبة من «حرب الفضاء»؛ قال تاك في 1966 أثناء لعبه للعبة أن إصدارًا بالنقود من اللعبة سيكون ناجحًا جدًا. هذا الجهاز كان غير ممكن في 1966 بسبب تكلفة الحواسيب، ولكن في 1969 أصدرت دي إي سي حاسوب دي بي دي-11 بسعر 20,000 دولار أمريكي (ما يعادل $140٬000 في 2020)؛ في حين أن هذا السعر كان عاليًا جدًا بالنسبة لمنتج قابل للتطبيق تجاريًا، ولأن معظم الألعاب في صناديق الألعاب كانت تتكلف حوالي1,000 دولار أمريكي آنذاك، شعر الثنائي أنه قليل كفاية لبناء نموذج لتحديد الفائدة والتسعيرة الأفضل لكل لعبة. كانت النماذج هي ما بُني فقط، إلا أن النموذج الثاني قد اِعتُمِد ليشغل حتى 8 ألعابًا دفعة واحدة؛ وقبل أشهر قليلة من التركيب الأولي في ستانفورد في نوفمبر 1971، تقابل الثنائي مع نولان بوشنل، والذي أخبرهما بلعبته الخاصة التي كان يصنعها بسعر أقل بكثير.
تلك اللعبة كانت فضاء الحاسوب، والتي طورها بوشنل و‌تيد دابني. وقد اتضح لهم أن داتا جنرال نوفا - حاسوب تكلفته 4,000 دولار أمريكي والذي ظنوا أنه قوي كفاية لتشغيل أربعة نسخ من حرب الفضاء دفعة واحدة - غير قوي كفاية للمشروع. وبينما كانوا يتحرون في مبدأ استبدال أجزاء من الحاسوب بمعدات مخصصة لأغراض معينة، مع ذلك، اكتشف الثنائي أن صنع نظام صريح لتشغيل لعبة كهذه، بلادً من تشغيل برامج عامة، سيكون أرخص بكثير: بقيمة 100 دولا أمريكي. بحلول عام 1971 وعندما قابل بوشنل بيتس وتاك، أُظهر إصدار من النموذج لفترة قصيرة في أغسطس 1971 في حانة محلية، وكان التصميم قد انتهى تقريبًا، وأنشأ الثنائي شركة سموها سيزيجي. وجد بوشنل مُصنِّعًا للعبة، وهو نتنغ وشركاه، والذي سيصنع خزائن اللعبة النهائية وسيبيعها للموزعين. شعر بوشنل أن «لعبة المجرة» لم تكن منافسًا حقيقيًا للعبة «فضاء الحاسوب»، بسبب غلو سعرها. اعتقد بيتس وتاك، مع ذلك، أنه بالرغم من حجتهم الاقتصادية أن لعبتهما كانت متفوقة، إلا أنهما شعرا بأن «لعبة المجرة» كانت التوسع الحقيقي للعبة «حرب الفضاء»، في أن «فضاء الحاسوب» كانت مجرد تقليد شاحب. بعض اللاعبين آنذاك، مع ذلك، اعتقدوا أن «لعبة المجرة» كانت في الحقيقة مجرد إصدار من «حرب الفضاء!». كان تركيب نموذج «لعبة المجرة» شعبيًا جدًا، وبالرغن من قلة السعر بالنسبة للعبة، وتطوير الثنائي لإصدار ثاني لعرض في نفس المكان؛ لم يتمكنا من دخول الإنتاج، مع ذلك، لأنهما اضطرا للتخلي عن الفكرة بعد إنفاق 65,000 دولار أمريكي في تطويرها بسبب التكلفة العالية وعدم وجود خطة للعمل.

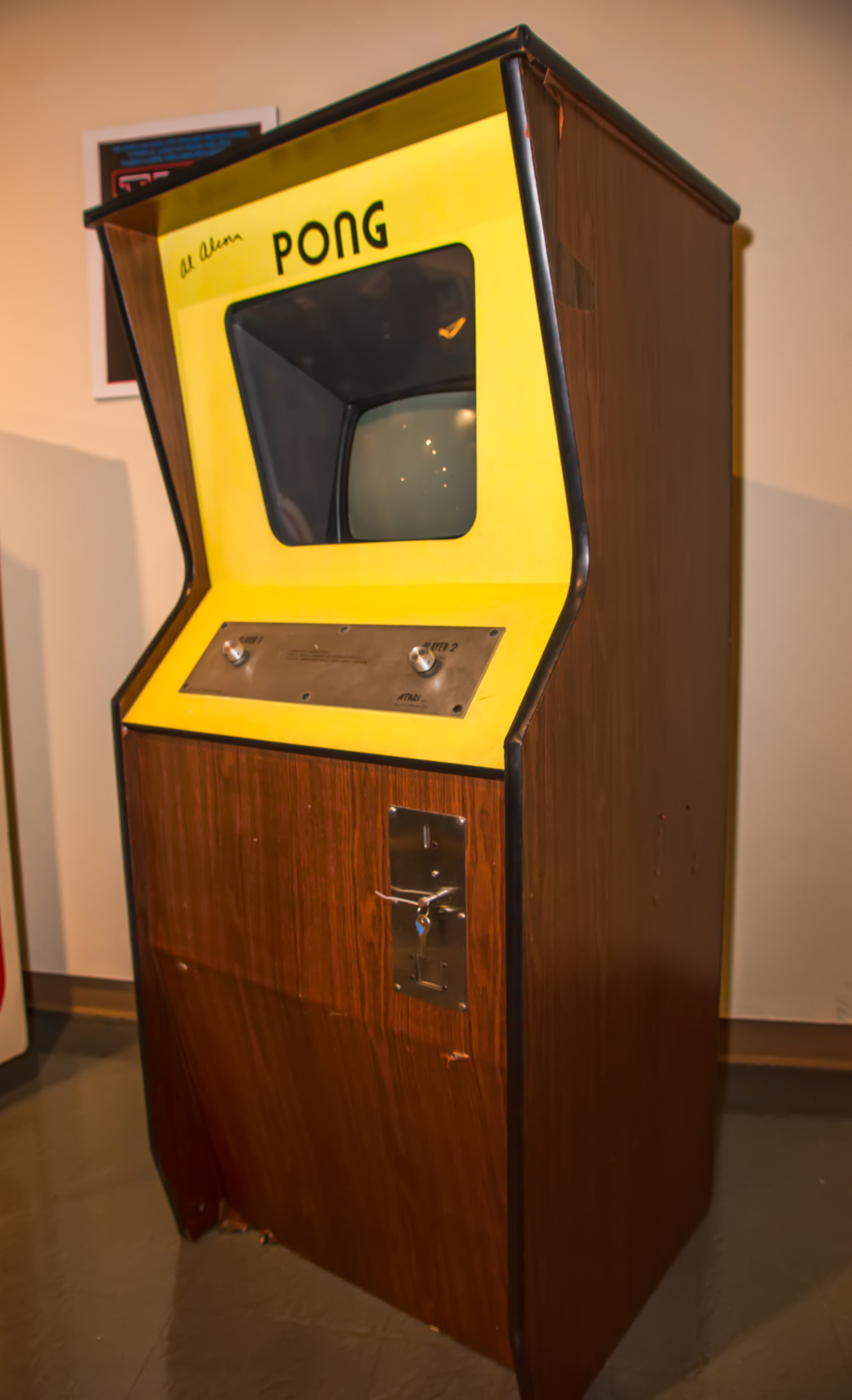
ساعدت بونغ في بدء فصل جديد من تاريخ ألعاب الفيديو.

أثناء وقت تركيب نموذج لعبة المجرة، أُصدرت لعبة فضاء الحاسوب. كانت أول لعبة فيديو تعمل بالنقود تُباع تجاريًا (وأول لعبة فيديو متاحة للجماهير على نطاق واسع من أي نوع). بينما حققت أرباحًا في أماكنها المبدئية بالقرب من الحرم الجامعي للكليات، لم تحقق أرباحًا كثيرة في الحانات وصناديق الألعاب حيث كانت الكرة والدبابيس وألعاب صناديق الألعاب الأخرى موجودة؛ في حين أنها نجحت تجاريًا وربحت أكثر من 1,000,000 دولار أمريكي، إلا أنها لم تحقق التوقعات العالية لنتنغ، والتي توقعت أن يُباع منها أكثر من 1,500 نسخة. بدأ بوشنل ودابني فورًا بالعمل على لعبة أخرى، باستخدام نفس تصميم التلفاز مثل فضاء الحاسوب، وكذلك قد أسسا شركتهما الخاصة أتاري لدعم مشاريعهما. بينما كان من المفترض أن تكون هذه اللعبة في البداية لعبة قيادة والتي خطط بوشنل لتصميمها، أخذ موظفهما الأول ألان ألكورن، نموذج اقتراح لعبة كرة الطاولة لبوشنل ووسعه ليصنع لعبة استحوذت عليها الشركة فورًا. لم يستطيعوا إيجاد مُصنع، ولكن بناءً على دليل نجاح تركيب نموذجهم، قرروا إنتاج خزائن الألعاب بأنفسهم. أُصدرت بونغ في 1972، بعد سنة من «فضاء الحاسوب». وكانت ناجحة للغاية تجاريًا، وبِيع منها أكثر من 8,000 نسخة. وقد ألهمت مقلدي الألعاب ليبيعوا مثلها في أمريكا وأوروبا واليابان مما أدى إلى زيادة شعبية المجال.
شهدت تلك السنة إصدار ماغنافوكس أوديسي، أول مشغل ألعاب فيديو منزلي والذي إيصاله بالتلفاز ممكنًا. المخترع رالف باير، كان لديه الفكرة مبدئيًا في 1951 لصناعة لعبة تفاعلية على تلفاز. لم يكن قادرًا على فعل ذلك بسبب القيود التقنية آنذاك، فبدأ بالعمل على جهاز يتصل بتلفاز وعرض الألعاب في 1966، ونالت ماغنافوكس ترخيص آخر نموذج من نماذجه السبعة، والذي كان يُسمى «الصندوق البني»، والتي تبنته وأنتجته. أعلنت الشركة عن المنصة في مايو 1972، وبدأت بيعها في سبتمبر من نفس العام. تميزت المنصة وألعابها بالعديد من الابتكارات تعدت أول جهاز ألعاب فيديو للمستهلكين المنزليين: كانت أول لعبة تستخدم شاشة للمسح النقطي للفيديو، أو تلفاز، تُظهر مباشرةً التعديل لإشارة الفيديو؛ وكانت أيضًا أول جهاز ألعاب فيديو يظهر في تلفاز تجاري. بِيعت المنصة بسعر 100 دولار وأُصدرت مع عدة ألعاب، من ضمنها «كرة الطاولة»، والتي رأى بوشنل عرضًا تجريبيًا منها والتي استندت عليها بونغ. بِيع من منصة أوديسي أكثر من 100,000 نسخة في 1972، وأكثر من 350,000 بنهاية عام 1975، مدعومة بشعبية لعبة كرة الطاولة، بالمقابل مدفوعة بنجاح بونغ. استهلت بونغ وأوديسي حقبة جديدة من ألعاب الفيديو، بمنافسين آخرين عديدين بدأوا في صناعة ألعاب الفيديو لزيادة شعبيتها.

## وصلات خارجية

### بحث علمي
- Ralph H. Baer Papers, 1943–1953, 1966–1972, 2006 – نماذج رالف باير وتوثيقها في مركز سميثسونيان ليميلسون
- Classic Gaming Expo 2000: Baer Describes the Birth of Videogames
- "History of Video Games" Timeline من متحف كمبيوترزبيلي برلين

### محاكاة ألعاب
- EDSAC simulator to play OXO
- Nimrod Interactive Simulation for Be OS operating system
- Tennis for Two simulation
- Spacewar! Java simulation